# 洛伊山 (麥克羅伯特森地)
洛伊山（英語：Mount Loewe）是南極洲的山峰，位於麥克羅伯特森地，處於西頓山東北面11公里，屬於查爾斯王子山脈中阿拉米斯山脈的一部分，海拔高度1,130米，由澳大利亞探險隊發現，現時由南極條約體系管理。